# Chamaemeles coriacea
A chamaemeles coriacea, comummente conhecida como buxo-da-rocha,  é uma planta do género botânico da família Rosaceae, espécie endémica da ilha da Madeira.
Apresenta-se como um arbusto ramoso com até 4 metros de altura, perenifólio. As folhas são espatuladas a obovadas tendo 1-4,5 centímetros de comprimento, coriáceas.
As flores do buxo-da-rocha são pequenas, com 5 pétalas de 2-2,5 milímetros de cor brancas, maculadas de rosa a vermelho, reunidas em inflorescências axilares.
Trata-se de uma espécie endémica da ilha da Madeira, característica do Zambujal. Surgem também na ilha do Porto Santo e nas ilhas Desertas.
Este género, de Chamaemeles endémico da ilha da Madeira e é representado apenas por esta única espécie.
Apresenta floração entre Outubro e Junho.